# Вівсянка бліда
Вівсянка бліда (Emberiza impetuani) — вид горобцеподібних птахів родини вівсянкових (Emberizidae).

## Поширення
Вид поширений в Південній Африці. Трапляється в Анголі, Ботсвані, Лесото, Намібії, ПАР та Зімбабве. Його природне середовище проживання — субтропічні або тропічні сухі чагарники.

## Підвиди
Таксон містить три підвиди:
- Emberiza impetuani eremica
- Emberiza impetuani impetuani
- Emberiza impetuani sloggetti